# NGC 6499
NGC 6499 — двойная звезда в созвездии Геркулес.
Этот объект входит в число перечисленных в оригинальной редакции «Нового общего каталога».